# Спомен обележје Пинкијев гроб
Спомен обележје Пинкијев гроб се налази на Фрушкој гори, на половини пута између Бешеновачког Прњавора и раскрснице код Црвеног чота.
У непосредној близини излетишта Широке ледине води земљани пут који води ка Пинкијевом гробу, спомен обележју где је 10. јуна 1942. године под нападом Немаца, погинуо и сахрањен народни херој Бошко Палковљевић Пинки. 
Његови посмртни остаци се налазе на Спомен-гробљу у Сремској Митровици.